# Oberteich (Kaliningrad)

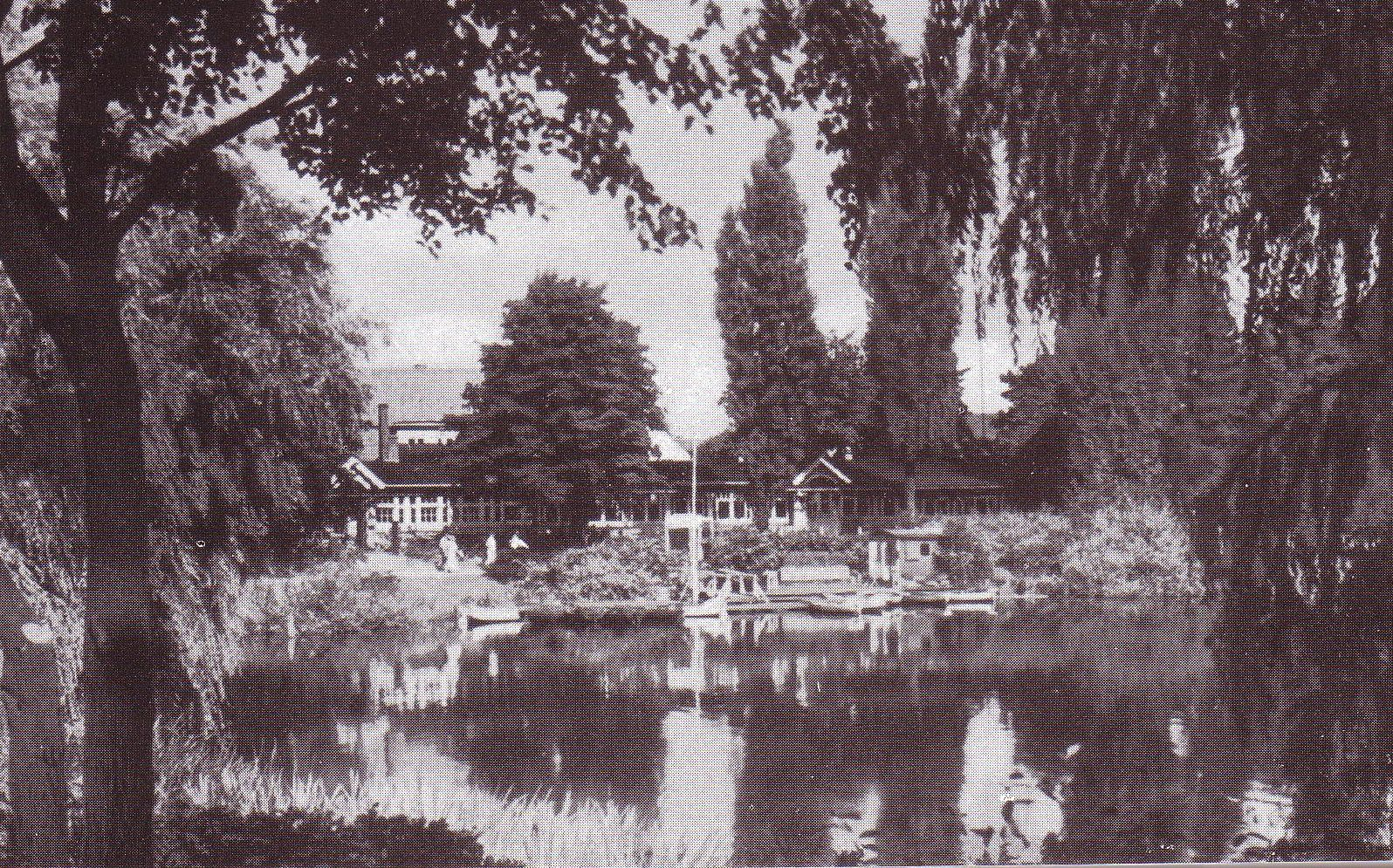
Restaurant Oberteichterrasse (1930)

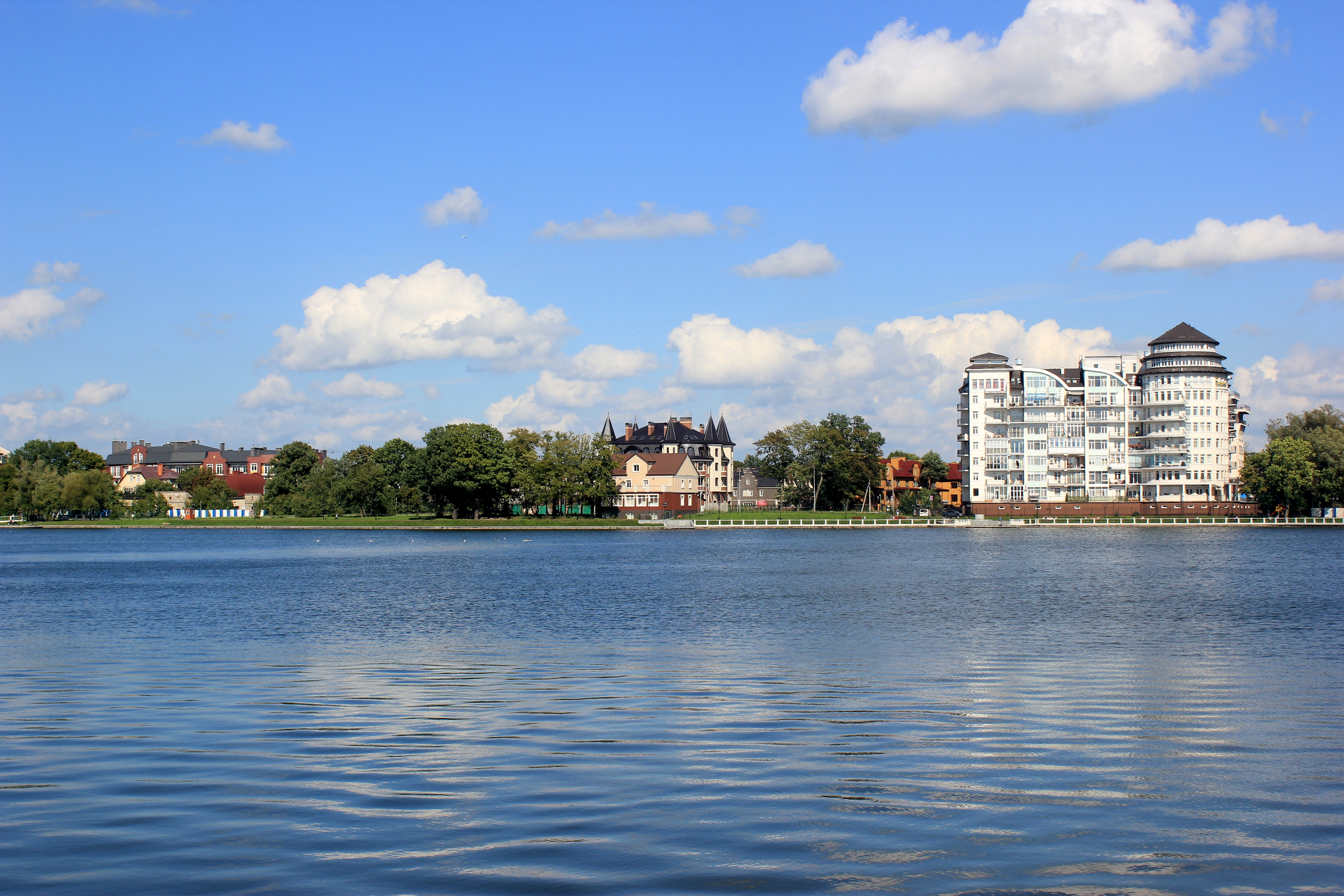
Oberteich im Jahr 2016

Oberteich auf der Karte von 1937

Der Oberteich (russisch пруд Верхний/prud Werchni) in Kaliningrad liegt 22 m über dem Pregel und ist etwa 41,1 ha groß.

## Geschichte
Er wurde 1270 von Rittern des Deutschen Ordens in Königsberg als zweiter Stauteich und Fischteich oberhalb vom Schlossteich angelegt. Später waren die umgebenden Grünanlagen mit dem Rosengarten im Villenviertel Maraunenhof verbunden. Der Staudamm wurde die Wrangelstraße. Am 1. April 1882 wurde der Oberteich aus dem Landkreis Königsberg in die Stadtgemeinde und den Stadtkreis Königsberg eingemeindet.
Vier „Fließe“ (Bäche) entwässerten den Oberteich, drei westlich, einer östlich vom Schlossteich, und zogen zum Pregel. Sie speisten viele öffentliche Brunnen und Pumpen. Das Studentenfließ und das Mühlenfließ waren zum Teil in Eichenholzröhren gefasst und wurden 1527 zu Schmerlenteichen für die herzogliche Tafel erweitert. Sie versumpften und hatten bei ihrem Gestank bezeichnende Namen, z. B. Fauler Teich und Schwarzes Meer. Die Mühlenfließe wurden 1872 von der Stadt aufgekauft und zugeschüttet. 1903 wurde auch die Katzbach kanalisiert, ihr altes Bett zugeschüttet.
Am Oberteich gab es zwei Badeanstalten: eine Militärbadeanstalt und die „Zivilbadeanstalt“. Die (seit 1949 in Göttingen ansässige) Königsberger Burschenschaft Gothia hatte ihr Korporationshaus am Oberteich.

## Der Oberteich heute
Heute entsteht am nördlichen Oberteich die Siedlung „Jasnaja Poljana“. In dem See leben Barsche, Plötze, Karpfen, Schleie, Hechte und Aale.
Bei Renovierungsarbeiten, die bereits fünf Jahre andauern, wurden die von Hermann Thiele geschaffenen und 1913 aufgestellten Seehundskulpturen sehr schlecht instand gesetzt. Insgesamt wurden drei Milliarden Rubel für die Verschönerung ausgegeben.